# James M. Chaney
James M. Chaney (24 de julio de 1921, Danison, Texas - 19 de abril de 1976, Dallas, Texas) fue un testigo del magnicidio del presidente Kennedy, el 22 de noviembre de 1963. Pertenecía a la escolta policial que integraba la comitiva, y conducía una moto que seguía al presidente a pocos metros en el momento de su asesinato en la Plaza Dealey.

## El atentado
En una entrevista concedida ese mismo 22 de noviembre, Chaney dijo al periodista Bill Lord, del departamento de Dallas de la televisión ABC que recordaba haber oído tres disparos. Chaney afirmó recordar que el primer disparo había sonado como una deflagración del motor de su moto, y al mirar a la izquierda observó cómo el presidente "había mirado sobre su hombro izquierdo" desde su limusina. En la célebre fotografía de Ike Altgens, coincidente con el fotograma z-255 de la película grabada por otro testigo, Chaney aparece mirando al presidente, desde muy cerca de su automóvil. Chaney declaró que "el segundo disparo le impactó en la cara", y que un tercer disparo, que aparentemente no tocó al presidente, hizo brotar sangre de la camisa del gobernador John B. Conally. Chaney sostuvo que los disparos le parecieron venir de algún punto situado "detrás de su hombro derecho". Durante el atentado su uniforme quedó manchado con sangre y restos despedidos de la cabeza del presidente. 
El 23 de noviembre de 1963, Chaney estaba de servicio en la Plaza Dealey y conversó con Jack Ruby, propietario de un club nocturno y presuntamente relacionado con el crimen organizado, que se dirigía a la plaza para observar los ramos de flores, los mensajes de condolencia y los testimonios dejados como homenaje al presidente asesinado. 
James Chaney, el testigo que no iba en la limusina que más cerca estaba del presidente en el momento de su asesinato, nunca fue llamado a declarar por la Comisión Warren.

## Muerte
Chaney murió relativamente joven, en abril de 1976, a causa de su segundo ataque al corazón. Su muerte no se debió a tensiones sufridas durante las investigaciones de la segunda comisión encargada de esclarecer el asesinato (formada en septiembre de 1976) tal como se afirmó anteriormente.